# Црква Свете Тројице у Новој Вежањи-Заовине
Црква Свете Тројице у засеоку Нова Вежања, у селу Заовине на планини Тари, подигнута је 1982. године и припада Епархији жичкој Српске православне цркве.

## Историја
У старом засеоку Вежања, које је постојало до подизања реверзибилне хидроелектране Бајина Башта II постојала је капела до 1876. године. Те године страдала је у пожару са школом у Котроману и црквом у Крешању, од стране Турака. На том месту до 1903. године био је само крст поред кога су се обављали верски обреди. Тада је саграђена капела, без олтарских двери. На иконостасу су биле само штампане иконе, које су педесетих година страдале. Капела је обновљена 1965. године и била је у служби верницима све до градње Лазића бране на Белом Рзаву. Изградњом акумулационог језера код Заовина на Тари стара капела морала је мењати место.

## Данашња црква
Данашња црква која подигнута као замена за потопљену цркву, подигнута је 1982. године, по узору на цркве брвнаре из времена Првог и Другог српског устанка. Црква је једнобродна грађевина са полукружном апсидом на истоку и цела подсећа на цркву у Мокрој Гори. Осим западних врата, црква има и помоћна, северна врата, као и три прозора. Особеност нове цркве је звоник са западне стране, који има улогу припрате. Иконостас је од обрађених дасака, са уобичајеним иконама, без особитих уметничких вредности.